# راجر دسا
راجر دسا (انگلیسی: Roger De Sá؛ زادهٔ ۱ اکتبر ۱۹۶۴) بازیکن سابق و مربی فوتبال اهل آفریقای جنوبی است.
از باشگاه‌هایی که در آن بازی کرده‌است می‌توان به باشگاه فوتبال مملودی سانداونز اشاره کرد.
وی همچنین در تیم ملی فوتبال آفریقای جنوبی بازی کرده‌است.